# فاردنافيل
فاردنافيل هو عقار مثبط فوسفو ثنائي إستراز النوع 5 ويُستخدم لعلاج ضعف الانتصاب ويُباع تحت العديد من الأسماء التجارية مثل ليفيترا (باير، وشركة غلاكسوسميثكلين)، وستاكسين في الهند، وفيفانزا في إيطاليا

## التاريخ
يُسوّق فاردنافيل كلًا من شركة باير للأدوية، وغلاكسو سميث كلين، وشيرينغ بلاو تحت الاسم التجاري ليفيترا. واعتبارًا من عام 2005، أُعيدت حقوق الترويج المشترك لشركة غلاكسوسميثكلين على ليفيترا إلى باير في العديد من الأسواق خارج الولايات المتحدة.تبيع شركة باير فاردينافيل في إيطاليا تحت مُسمى ليفيترا وتبيعها شركة غلاكسوسميث كلاين تحت مسمى فيفانزا. وبسبب قواعد التجارة في الاتحاد الأوروبي، قد تؤدي الواردات الموازية إلى بيع فيفانزا بجانب ليفيترا في الاتحاد الأوروبي.
وقد تم الحصول على موافقات لبيع هذا العقار في بلدان مثل الولايات المتحدة وكندا.

## الاستخدام الطبي
داوعي وموانع استخدام فاردنافيل هي نفسها كما هو الحال مع مثبطات PDE5 الأخرى. يرتبط الفاردنافيل ارتباطًا وثيقًا بوظيفة سيترات السيلدينافيل (الفياجرا) و تادالافيل (سياليس). الفرق بين جرعة فاردينافيل وسيترات السيلدينافيل هو موضع ذرة النيتروجين وتغيير مجموعة البايبرازين في حلقة الميثيل في سيلدنافيل لمجموعة إيثيل. بينما يختلف تادالافيل هيكليًا عن كل من الفياغرا والفاردنافيل. تعتبر فترة عمل فاردنافيل قصيرة نسبيًا مقارنةً بالتاردنافيل ولكنها أطول نوعًا ما عند مقارنتها بالفياغرا.
عند النظر لمؤشرات التاردنافيل على ضعف الانتصاب، قد يكون فاردنافيل فعالًا في علاج سرعة القذف، حيث يزيد التلردنافيل بشكل كبير من الوقت الذي يسبق الوصول إلى القذف.

### الآثار الجانبية
تتشابه التفاعلات الدوائية الشائعة، والآثار الجانبية للفاردنافيل مع مثبطات PDE5 الأخرى. يعتبر أكثر الآثار الجانبية الخاصة بالتاردنافيل شيوعًا هو الغثيان. وتشمل الآثار الجانبية النادرة آلام البطن، وآلام الظهر، والحساسية للضوء، والرؤية غير الطبيعية، وآلام العين، ووذمة الوجه، وانخفاض ضغط الدم، والخفقان، وعدم انتظام دقات القلب، وآلام المفاصل، والآلام العضلية، والطفح الجلدي، والحكة، والقشور.
أحد الآثار الجانبية الخطيرة ولكنها نادرة الحدوث، هي النوبة القلبية. قد يسبب استخدام هذا العقا، في حالات نادرة أيضًا، القساح، وهي حالة طارئة مؤلمة جدًا حيث ينتصب القضيب لساعات دون أن يقل هذا الانتصاب والذي بدوره يمكن أن يسبب العجز الجنسي إذا تُرك دون علاج.
أعلنت إدارة الغذاء والدواء الأمريكية في 18 أكتوبر 2007 أن التحذير من الصمم المحتمل (فقدان السمع المفاجئ) سيُضاف إلى الآثار الجانبية للعلاج، ومثبطات PDE5 الأخرى.

### التفاعلات الدوائية
كما هو الحال مع جميع مثبطات PDE5، لا ينبغي أن تستخدم تلك العائلة الرجال الذين يتناولون أدوية النترات، لأن الجمع بينهم يرفع من احتمال انخفاض ضغط الدم مما يهدد الحياة.
وعلاوةً على ذلك، فإن استخدام الفاردنافيل يسبب إطالة فترة QT في تخطيط القلب الكهربي. لذلك، لا ينبغي أن يؤخذ من قبل الرجال الذين يتناولون أدوية أخرى تؤثر على الفاصل الزمني QT (مثل الأميودارون).

### أشكال الجرعة
يتوفر فاردنافيل في جرعات 2.5 ملغ، 5 ملغ، 10 ملغ، و 20 ملغ في شكل أقراص. جرعة البداية العادية هي 10 ملغ (أي ما يعادل تقريبًا 50 ملغ من فياغرا). وينبغي أن يؤخذ من ساعة إلى ساعتين قبل النشاط الجنسي، مع جرعة قصوى مرة واحدة في اليوم الواحد. في بعض المناطق، مثل المملكة المتحدة، قد تتوفر جرعات معينة فقط.
يُتاخ فاردنافيل أيضًا تحت اسم ستاكسين في شكل قرص يذوب على اللسان بدلًا من ابتلاعه كقرص.